# Sales de Llierca
Sales de Llierca – gmina w Hiszpanii, w prowincji Girona, w Katalonii, o powierzchni 36,29 km². W 2011 roku gmina liczyła 144 mieszkańców.